# 野宮香央里
野宮 香央里（のみや かおり）は、日本の女性声優。主にアダルトゲームに声をあてている。

## 出演

### アダルトゲーム

#### 2006年
- メイでぃ! 〜ご主人様は同級生〜（神崎 絵美梨）

#### 2007年
- 淫DAYS（海部森 紅葉）
- 運動むすめ なかだしチュ（西条 水貴）
- かんなび -神奈備-
- すうぃと!（貴宮 結夏）
- はるかぜどりに、とまりぎを。
- 女神大戦（エメラルドナース）

#### 2008年
- アイドル★ハーレム（矢吹 由貴）
- 悪戯麻雀（麗風、真心）
- おっぱいの王者48 〜何も考えず目の前のおっぱい全部しゃぶれ!〜（耶麻ノ羽 恵那、野上 沙穂、元杉 歌奈理、百合口 里奈、宇川 塔子、鳩見 百合乃、辻原 麻須美、笠倉 イチコ）
- 鬼父〜愛娘強制発情〜（倉中 紗奈）
- お姉さまの♂ 〜萌木深紅の受難〜（いんく）
- 看護戦隊ナースレンジャー（宝来 小春）
- すくすく水着 盗んだ水着はカルキ臭（小浜 千夏）
- 戦極姫〜戦乱の世に焔立つ〜（久武 チカ、山中 鹿介）
- 隷嬢学園2 〜嗜虐の花園〜（大沢 夏樹）
- 新妻女教師（有栖川 つゆ美）
- Pure 妹ミルクぷるん♪（天道院 円）
- 民族淫嬢（白山 悠里）

#### 2009年
- 癒されご奉仕 〜夢の館で賢者タイム!〜（ナツメ、迷子の女の子）
- 大阪CRISIS 〜姦楽街開発プロジェクト〜（土居 真希枝）
- 来てね!魔法戦士の学園祭 -FANDISCの乙女たち-（シンシア）
- サディスティックりとる（藤森 さざみ）
- 出撃!! 乙女たちの戦場〜闇を切り裂く、にび色の徹甲弾〜（飛鳥 南、アレクの部下11号（マリア）、ラスト、おとぎ、遊戯）[1]
- ボクがワタシになった理由 〜女装計画〜（篠宮 真白）[2]
- もしもこんなショッピングモールがあったら!?いきます☆（八千草 芹菜、宇佐美 春菜、フレット＝ヒマワリ、如月 綺羅）

#### 2010年
- 淫辱都市/堕天の贄（キャロル）
- おとこの娘はおんなの娘が好き（望月 透）
- ク・リトル・リトル 〜魔女の使役る、蟲神の触手〜（久世 こいぬ、八忘）
- 最強御主人様! -Mighty My Master-（ルセリナ）
- 戦極姫2〜戦乱の世、群雄嵐の如く〜（河野 通直、久武 チカ、山中 鹿介）
- 姫神さまが両親を人質に孕ませろと以下略。（朝陽）
- プリンセス・ハンティング 〜魔王様の収穫祭〜（マリアネッタ・ルザリュウス）
- 炎の孕ませおっぱい身体測定（橘 奈緒）
- 魔女っ娘ママ（プリンセス）

#### 2011年
- 規制不可 〜俺は実在しないので、ナニをヤッても許される〜（淡路 なつめ）
- 巨乳ちゃんはビ・ン・カ・ン（宮代 鈴香）
- 魔法の守護姫 アルテミナ 〜猟辱と絶望と魔法少女〜（加納 まりあ）
- 獣魔戦姫エクセリア 〜異種交配実験のはてに〜（エリザベート・リシェール）[3]
- デイドリーム・ビリーバー（陽炎）[4]
- 聖麗奴学園（新橋 百合花）[5]

#### 2012年
- 団地妻となう。（フェリシア）[6]
- 瞳の烙淫2 〜絶対不可避の審媚眼〜（八重樫 ミリー[7]、小鷹 初美[8]）
- 聖隷嬢和歌子（周防 和歌子）[9]
- ピンポンぱんつ! -湯河原学園美少女☆温泉卓球部-（長瀬 聖奈）[10]

### 一般向ゲーム

#### 2006年
- 世界ノ全テ -two of us-（小西 智子、村上 瑞樹）